# 정부대전청사경비대
정부대전청사경비대(政府大田廳舍警備隊)는 대전광역시경찰청이 관할하는 경비대이다. 대전광역시 서구 둔산동 920에 있다.

## 같이 보기
- 대전광역시경찰청